# Mohammad Gharazi
Seyyed Mohammad Gharazi, né le 5 octobre 1941 ou le 12 février 1942 à Ispahan ou à Chahreza,, est un homme politique iranien.

## Biographie
Il effectue une partie de ses études d'ingénierie électronique en France, et obtient un master à l'université de Téhéran. Décrit comme proche de Rouhollah Khomeini durant l'exil de ce dernier en France, il devient membre de l'Organisation des moudjahiddines du peuple iranien. Opposant au chah Mohammad Reza Pahlavi, il est emprisonné en 1971, puis contraint d'émigrer en 1976,.
Après la Révolution iranienne de 1979 qui instaure une république islamique, il entre en politique, et devient député en 1980. Il est ministre du Pétrole sous le premier ministre Mir Hossein Moussavi de 1981 à 1985, puis ministre de la Poste et des Télécommunications sous plusieurs gouvernements successifs de 1985 à 1997. 
Il se porte candidat à l'élection présidentielle de juin 2013, après avoir été longtemps absent de la scène politique. Alors qu'il est inconnu du grand public, n'appartient à aucun parti politique et avoue ne pas avoir les fonds nécessaires pour mener campagne, il crée la surprise lorsque le Conseil des gardiens de la Constitution autorise sa candidature. Perçu comme plutôt modéré, il axe sa campagne sur la promesse d'une lutte contre l'inflation ; les analystes estiment toutefois qu'il aura peu d'impact sur une élection qui « va en réalité se jouer entre conservateurs ».